# Schienenverkehr in Neuseeland

Eisenbahnstrecken auf der Nordinsel

Eisenbahnstrecken auf der Südinsel

Dem Schienenverkehr in Neuseeland steht ein rund 4000 Kilometer langes Streckennetz in Kapspur zur Verfügung, das die meisten großen Städte der Nord- und der Südinsel Neuseelands verbindet. Die Eisenbahn dient hauptsächlich dem Güterverkehr, der Personenverkehr spielt nur noch in den Ballungsräumen von Auckland und Wellington eine wichtige Rolle. Auf wenigen Hauptstrecken wird Fernverkehr für Touristen angeboten.

## Geschichte

### Start in den Provinzen
Die erste Eisenbahn Neuseelands, die jedoch nur zu Erztransporten diente, eröffnete 1861 ihren Betrieb, um das aus der Lagerstätte am Dun Mountain gewonnene Chromerz zum Hafen der Stadt Nelson zu transportieren. Der Ausbau des Eisenbahnnetzes von Neuseeland wurde zunächst durch dessen Provinzen, eine politische Gliederung des Landes zwischen 1841 und 1876, die in die heutige Struktur der Regionen Neuseelands übergegangen ist, vorangetrieben. Neuseelands erste öffentliche Eisenbahn wurde 1863 in der Provinz Canterbury mit der Ferrymead Railway zwischen Ferrymead und Christchurch eröffnet.
Die Canterbury Provincial Railways wurden zwischen 1867 und 1876 in einer Spurweite von 1600 mm (5' 3") errichtet. Am 5. Februar 1867 wurde in der Provinz Southland die Strecke zwischen Invercargill und Bluff in Normalspur von 1435 mm (4' 8,5") eröffnet. Bei diesem Stand änderte die Zentralregierung die Vorschriften und legte die Spurweite von 1067 mm (3' 6") (Kapspur) als verbindliche nationale Spurweite fest. Die Spurweite von 1067 mm wurde gewählt, um preiswerter bauen zu können. Die erste Strecke in dieser Spurweite war die Port Chalmers Branch, die am 1. Januar 1873 in der Provinz Otago eröffnet und durch die Dunedin and Port Chalmers Railway Company Limited betrieben wurde.

### Übernahme der Aufsicht durch die Zentralregierung
Infolge der Abschaffung der Provinzen 1876 wurden die Eisenbahnen unter die Aufsicht der zentralen Regierung gestellt, zunächst unter die Verwaltung des New Zealand Department of Public Works, ab 1880 unter die Verantwortung des New Zealand Railways Department. Weiterhin wurden einige Eisenbahnen privat gebaut, jedoch nur die Wellington and Manawatu Railway, die erst 1908 nationalisiert wurde, erreichte einen erkennbaren wirtschaftlichen Erfolg.
Das teils schwierige Gelände erforderte zahlreiche Kunstbauten, beispielsweise die Raurimu-Spirale, eine doppelte Kehrschleife mit Kreiskehre. Rund 1787 Brücken und 150 Tunnel wurden errichtet. Das Streckennetz erreichte 1952 mit rund 5700 Kilometern seine größte Ausdehnung und hatte damals über 100 betriebene Strecken. In den 1960er und 1970er Jahren wurde ein Großteil davon geschlossen. Das Netz war ursprünglich vor der direkten Konkurrenz durch den Straßentransport gut geschützt, aber während des 20. Jahrhunderts wurde dieser Schutz schrittweise, schließlich 1983 vollständig, abgeschafft.

### Umwandlung in ein Unternehmen und Privatisierung
1982 wurde die Bahn von einem Staats- in ein Wirtschaftsunternehmen, die New Zealand Railways Corporation umgewandelt. Sie sollte Gewinne erwirtschaften. 1990 wurde das Kerngeschäft des Eisenbahnbetriebs in die New Zealand Rail Limited, ein noch immer staatseigenes Unternehmen, überführt, während die nicht als Kerngeschäft definierten Bereiche in der New Zealand Railways Corporation verblieben. New Zealand Rail Limited wurde 1993 für 400 Millionen NZ$ (202 Millionen EUR) verkauft, der neue Eigentümer änderte 1995 den Namen in Tranz Rail.
Tranz Rail wurde mehrfach vorgeworfen, Eisenbahntransporte auf die eigenen Lastkraftwagen zu verlagern und durch ausbleibende Instandhaltung der Strecken deren Einstellung zu erzwingen. Die Sicherheitsbehörde der Regierung (Land Transport New Zealand) zweifelte z. B. 2003 an der Betriebssicherheit der Midland Line und erkannte Instandhaltungsrückstände. Fördermittel, die für den Straßenverkehr zur Verfügung standen, waren für Eisenbahnbetreiber nicht verfügbar.
Tranz Rail wurde ebenfalls beschuldigt, anderen Eisenbahnverkehrsunternehmen, insbesondere Museumszugbetreibern, den angemessenen Zugang zum Streckennetz zu erschweren.

### Erneute Verstaatlichung des Eisenbahnnetzes
2002 erreichte der Aktienwert von Tranz Rail aufgrund des Zustands der Anlagen und der wirtschaftlichen Ergebnisse einen historischen Tiefstand. Die Regierung prüfte verschiedene Szenarien, um den Zugriff auf die Eisenbahninfrastruktur zurückzugewinnen. Die hauptsächlichen Gründe für diese Überlegungen waren, wieder mehr Güterverkehr von der Straße zurück auf die Schiene zu verlagern und den Zugang zum Streckennetz für andere interessierte Eisenbahnunternehmen sicherzustellen.
Der neuseeländische Staat kaufte zunächst 2002 das Vorort- und Stadtbahnnetz von Auckland für 81 Millionen NZ$ von Tranz Rail zurück. Tranz Rail behielt die Trassen für den Güterverkehr, während das Auckland Regional Council die Verantwortung dafür übernahm, den Personennahverkehr des Vorort- und Stadtbahnnetzes auszuschreiben. Die Verantwortung für die Bahnhöfe und Haltepunkte in Auckland, die nicht bereits der Stadtverwaltung gehörten, wurden einer neu geschaffenen Gesellschaft, der Auckland Regional Transport Network Limited, übertragen, die der Territorialverwaltung gehört. 2004 wurden die Eisenbahnverkehrsleistung neu ausgeschrieben und vergeben.
Die Toll Holdings aus Australien konnte mit einem erfolgreichen Angebot für Tranz Rail das Unternehmen zunächst übernehmen. Teil des Vertrages war, dass die Eisenbahninfrastruktur für 1 NZ$ an die Regierung verkauft wurde. Die Regierung hat seitdem rund 200 Millionen NZ$ für zuvor unterlassene Instandhaltungsmaßnahmen sowie in die Kapitalaufstockung der New Zealand Railways Corporation investiert. Das Eisenbahninfrastrukturunternehmen firmierte unter dem Namen Ontrack, während das Eisenbahnverkehrsunternehmen den Namen Toll Rail trug.
Da sich die neuseeländische Regierung auf der einen und Toll Rail auf der anderen Seite nicht auf Nutzungsgebühren für das verstaatlichte Schienennetz einigen konnten und der Staat Jahr für Jahr Millionen an Neuseeland-Dollar für den Unterhalt der Infrastruktur aufbringen musste, entschied sich die Regierung 2008 dazu, den Bahnbetrieb von Toll Rail für 665 Millionen NZ$ (336 Millionen EUR) zum 1. Juli zurückzukaufen. Der neuseeländische Finanzminister Michael Cullen erklärte: „Der Verkauf der staatlichen Bahn zu Beginn der 90er Jahre und der danach folgende Niedergang des Vermögens war eine schmerzliche Lektion für Neuseeland“.

### Unfälle
Neuseelands schwerster Eisenbahnunfall ereignete sich am Weihnachtsabend 1953, als ein Lahar, ein vulkanischer Schlammstrom, eine Brücke bei Tangiwai wegschwemmte. 151 Menschen verloren ihr Leben, als der Wellington-Auckland-Express kurz nach dem Einsturz der Brücke die Stelle erreichte und in den Schlammstrom stürzte. Viele der Opfer wurden niemals gefunden.
Der Unfall übertraf damit die Folgen des Eisenbahnunfalls von Hyde am 4. Juni 1943, bei dem 21 Menschen starben und der bis heute der zweitschwerste Eisenbahnunfall in Neuseeland ist.

## Eisenbahninfrastruktur

### Eigentümer und Betreiber
Die Regierung übertrug nach dem Rückkauf des Netzes die Eisenbahninfrastruktur an die von der New Zealand Railways Corporation gegründeten Ontrack Infrastructure Limited. Ontrack ist seitdem für die Entwicklung, den Ausbau und die Instandhaltung des neuseeländischen Eisenbahnnetzes verantwortlich.

### Gleisanlagen
Das neuseeländische Eisenbahnnetz hat eine Länge von 3898 Kilometern, wovon etwa 500 Kilometer elektrifiziert sind. Das Streckennetz der Nordinsel und der Südinsel sind baulich nicht miteinander verbunden. Die Verbindung wird seit 1962 von einem Trajekt zwischen Wellington und Picton hergestellt, das aber ausschließlich dem Güterverkehr dient.
Am Netz wurden aus unterschiedlichsten Anlässen umfangreiche Korrekturen ausgeführt. Die bedeutendsten Arbeiten betrafen dabei die am 19. Juni 1937 eröffnete Tawa Deviation (Tawa-Abkürzung) der North Island Main Trunk Railway nördlich von Wellington, die Remutaka-Abkürzung durch die Remutaka Range, die seit dem 3. November 1955 mit dem Rimutaka-Tunnel unterquert wird sowie seit dem 12. September 1978 die Kaimai-Abkürzung durch die Kaimai Range zur Bay of Plenty mit dem Kaimai-Tunnel, dem längsten Eisenbahntunnel Neuseelands. Die beiden letzteren Tunnel sind jeweils knapp 9 Kilometern lang.
Bedeutsame Infrastrukturverbesserungen entstanden in der Mitte der 1980er Jahre auch entlang der Hauptstrecke der Nordinsel, einige Abschnitte wurden dabei elektrifiziert. Nach einigen Jahrzehnten der Vernachlässigung wird seit den 2000er Jahren auch wieder substantiell in das Aucklander Vorstadtnetz investiert, mit dem Einbau eines zweiten Gleises und anderen Investitionen der Infrastruktur.

### Werkstätten
Ursprünglich wurde durch das neuseeländische Eisenbahnministerium eine Anzahl großer Werkstätten, verteilt im Land. betrieben. Die größten Werkstätten waren die Addington Workshops in Christchurch (1990 geschlossen), Hillside Engineering in Dunedin (zu Kiwi Rail) und Hutt Workshops in Lower Hutt (gehört zu Alstom).

## Eisenbahnbetrieb
Sowohl staatliche als auch private Eisenbahnverkehrsunternehmen nutzen die Eisenbahninfrastruktur. Das größte Eisenbahnverkehrsunternehmen ist Kiwi Rail, das zur staatlichen New Zealand Railways Corporation gehört. Es ist 2008 bei der Verstaatlichung des Eisenbahnbetriebes gegründet worden. Veolia (ehemals Connex) betreibt den Vorort- und Stadtverkehr von Auckland.

### Traktionsarten
Bis in die 1950er Jahre bildeten Dampflokomotiven das Rückgrat des Betriebsgeschehens auf den meisten Strecken. Die Verdieselung des Verkehrs begann in den späten 1940er Jahren mit Rangierlokomotiven. Die erste Hauptstreckenlokomotive, die Baureihe DF wurde 1954 eingeführt. Um 1967 endete auf der Nordinsel der Dampflokeinsatz, auf der Südinsel 1971.
Schon in den 1950er Jahren gab es drei Netze, die mit 1,5 kV Gleichstrom elektrifiziert waren:
- Der Vorortverkehr von Wellington,
- die Strecke von Christchurch nach Lyttelton (elektrische Anlagen heute wieder abgebaut) und
- der Abschnitt durch den Otira-Tunnel im Zuge der Midland Line (von Arthur’s Pass nach Otira).

1988 war die Elektrifizierung der North Island Main Trunk Railway (Hauptstrecke der Nordinsel) zwischen Palmerston North und Hamilton mit 25 kV Wechselstrom abgeschlossen. Das Aucklander Vorstadtnetz wird für die Elektrifizierung vorbereitet. Obwohl ein Anschluss an das elektrifizierte Netz bis in Richtung Hamilton noch nicht in Aussicht steht, wird die verbleibende Lücke Richtung Süden relativ klein sein.

### Güterverkehr

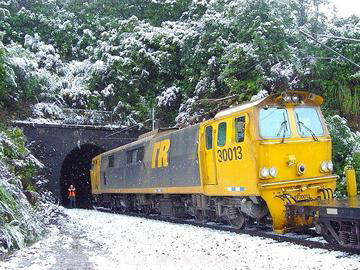
Eine Lokomotive der Baureihe EF in der „bumble-bee“ Lackierung von Tranz Rail zieht Containerwaggons auf der North Island Main Trunk Railway

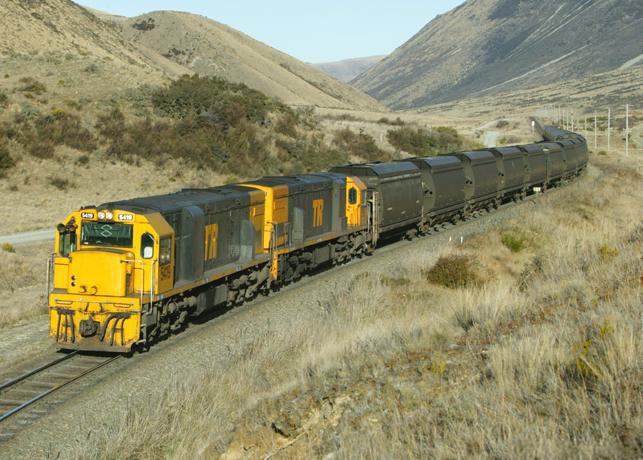
Zwei Lokomotiven der Baureihe DX ziehen einen 1.600 Tonnen Kohlenzug auf der Midland Line

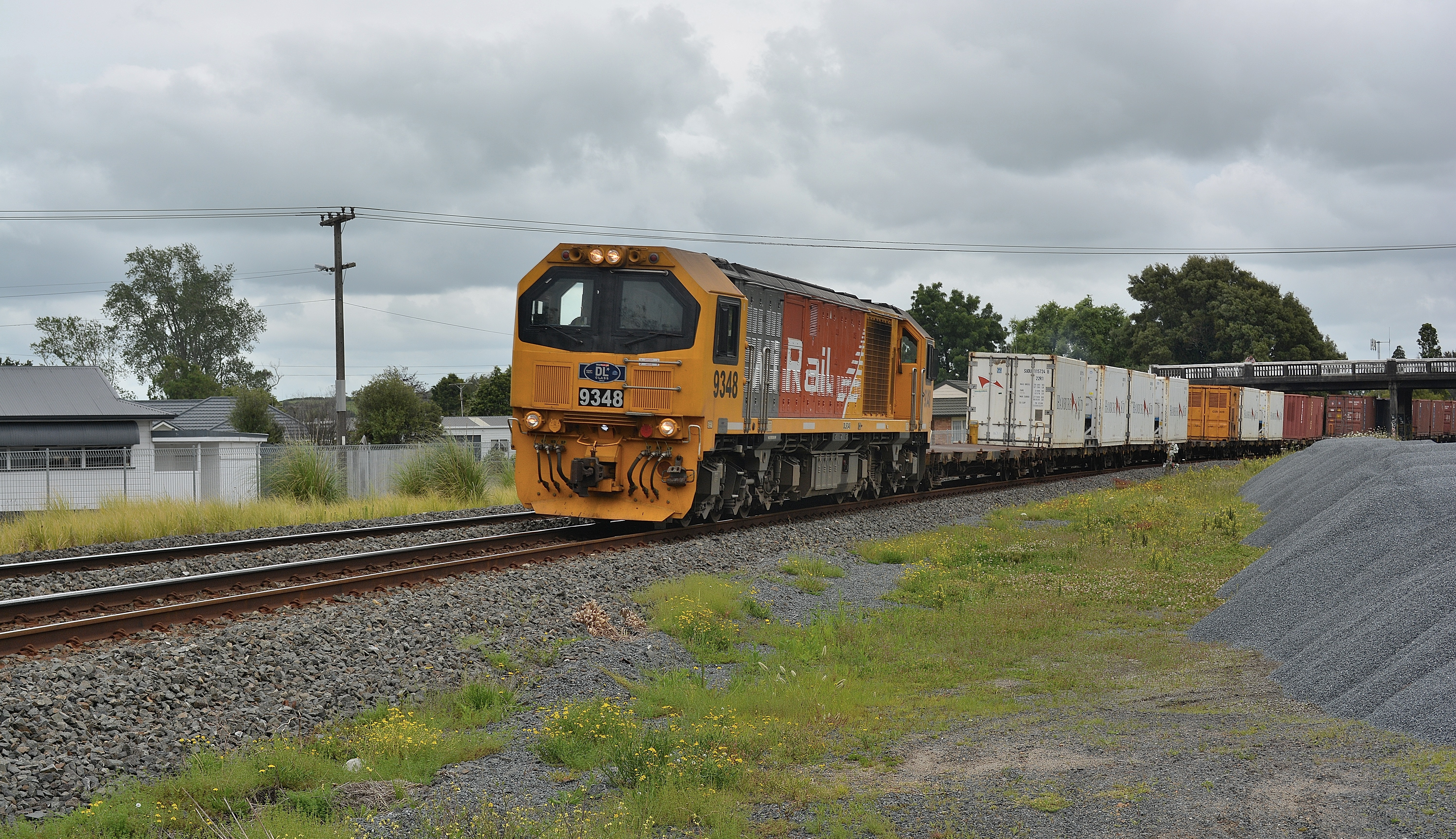
Baureihe DL der chinesischen CRRC Dalian

Nach der Deregulierung 1982 erfolgte eine umfangreiche Rationalisierung der Güterverkehrsanlagen. Viele Bahnhöfe und kleinere Verladestellen wurden geschlossen und der Güterverkehr beschleunigt. 2002 führte Tranz Rail ein sehr umstrittenes System ein, das vorsah, die meiste Fracht in Containern auf entsprechenden Flachwagen in Ganzzügen zu befördern. In den größeren Güterbahnhöfen wurden daraufhin Containerverladeanlagen errichtet.
Gütertransport wird heute vom Eisenbahnunternehmen Kiwi Rail ausgeführt. Güterverkehr macht den weitaus größten Teil der Transporte aus. Hauptsächlich befördert werden Kohle, Kalk, Stahl, Holz, Papier, Milch, Fahrzeuge, Dünger, Getreide sowie Container. Der Güterverkehr orientiert sich vor allem auf die Häfen. Kohlezüge auf der Midland Line bestehen aus zwei Lokomotiven der Baureihe DX und 30 Kohle-Selbstentladewagen und einer Kapazität von 1.600 Tonnen je Zug.
Mit der Einführung der 73 sechsachsigen Lokomotiven der Baureihe DL ab 2009 begann eine Erneuerung des Rollmaterials. Die chinesischen Loks sind mit 2700 kW Leistung die bislang stärksten. Ab 2024 folgen 57 SALi-Loks der Baureihe DM von Stadler mit 3000 kW Leistung.

### Personenfernverkehr

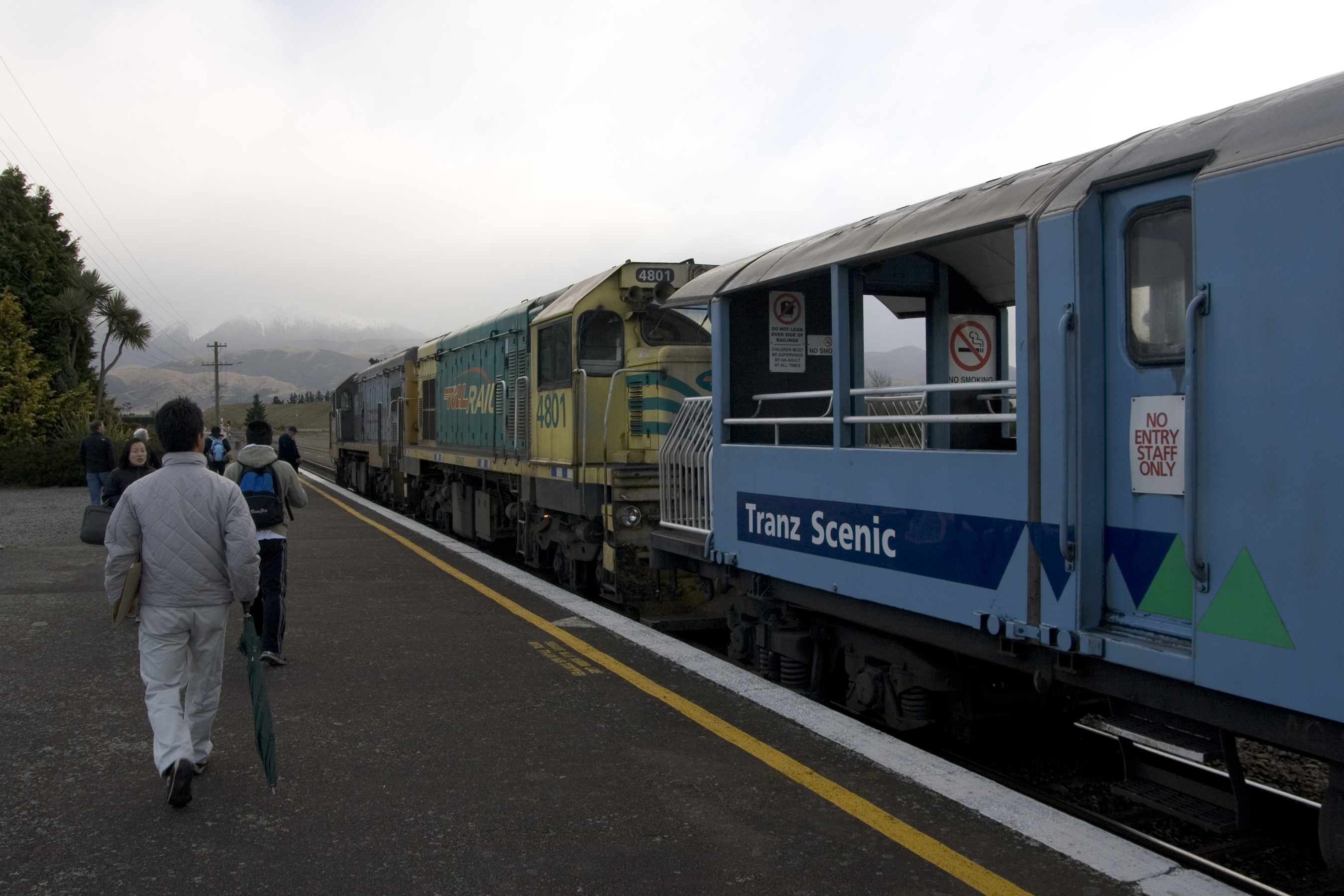
Aussichtswagen des TranzAlpine

In der Blütezeit des Schienenpersonenverkehrs in Neuseeland in den 1950er und 1960er Jahren hatten die meisten regionalen Strecken Personenverkehr. Seit Ende 2006 werden nur noch vier Fernzugverbindungen im neuseeländischen Personenverkehr betrieben, heute von Kiwi Rail Scenic Journeys:
- Der Overlander zwischen Auckland und Wellington
- Der Capital Connection zwischen Wellington und Palmerston North
- Der Coastal Pacific zwischen Picton und Christchurch
- Der TranzAlpine zwischen Christchurch und Greymouth

Eine Reihe von Fernverkehrsverbindungen wurden in der Zeit, als die Bahn privat betrieben wurde, eingestellt (siehe: hier).
Die noch bestehenden Verbindungen Coastal Pacific auf dem nördlichen Abschnitt des South Island Main Trunk Railway (entlang der Ostküste der Südinsel) und TranzAlpine auf der Midland Line mit Überquerung der neuseeländischen Alpen sind landschaftlich spektakulär. Trotz wachsender touristischer Bedeutung und Vermarktung ist aber auch deren langfristiger Bestand nicht gesichert. Das Wagenmaterial ist überaltert. Es stammt aus den 1940er Jahren und wurde seitdem entsprechend den Bedürfnissen jeweils grundüberholt.

### Ballungsraum-Verkehr

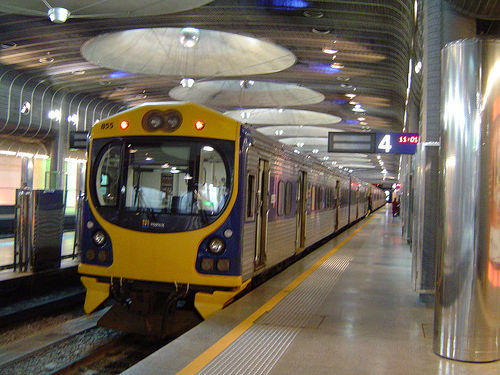
Ein von Veolia betriebener Dieseltriebwagenzug am Britomart Transport Centre von Auckland

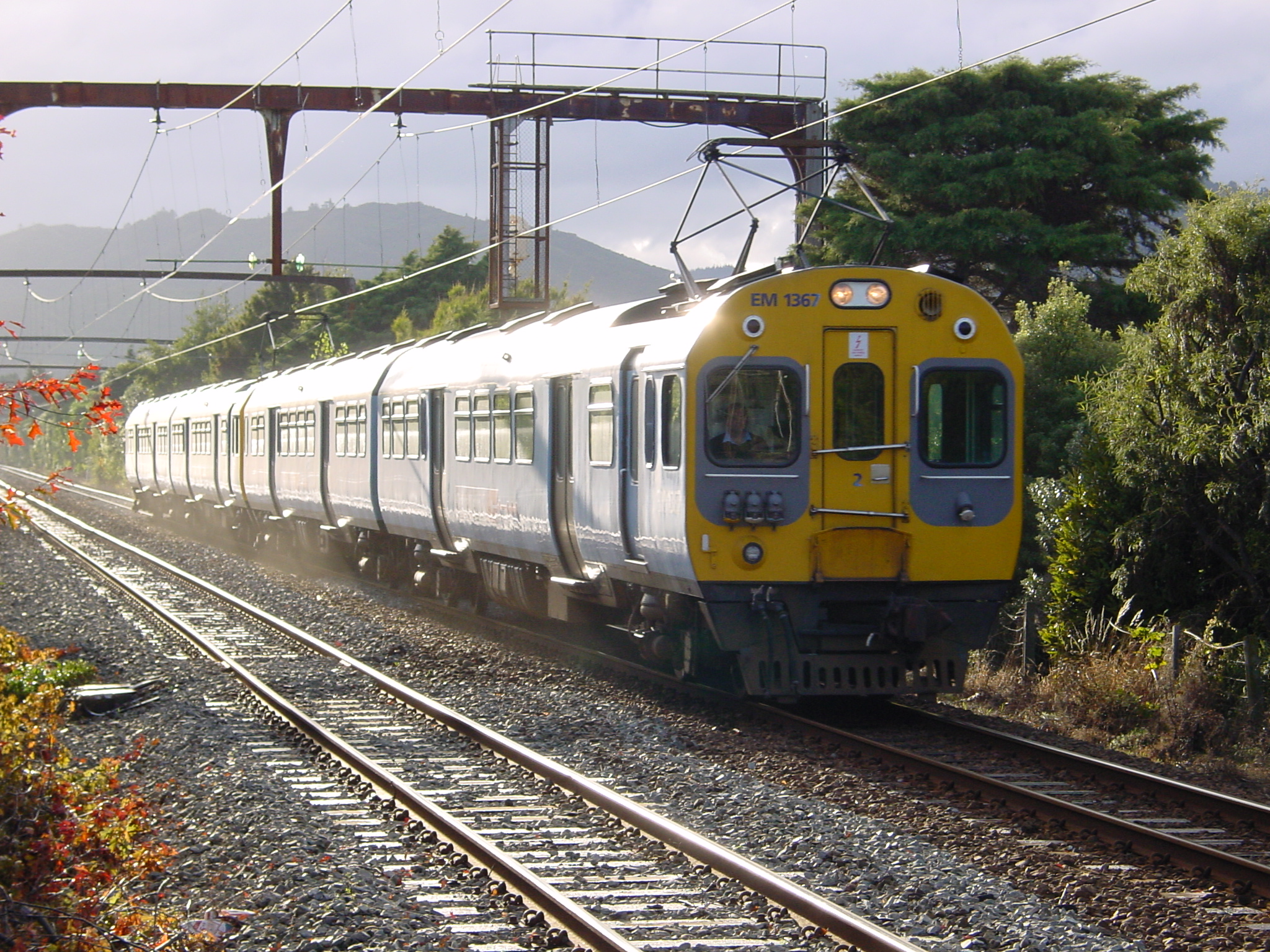
Ein Elektrotriebwagenzug bei Epuni

In der Region Wellington gibt es Schienenpersonennahverkehr. Fünf Linien werden seit Juli 2016 von Transdev betrieben, die alle außer dem Streckenabschnitt zwischen Upper Hutt und Masterton elektrifiziert sind. In den 1930er Jahren war Wellington die zweite Stadt des Landes, nach Christchurch, in der Vorortzüge elektrisch befördert wurden, heute ist sie die einzige im Land. Vor 2016 war Kiwi Rail mit dem Unternehmensteil Tranz Metro der Betreiber.
Über mehrere Jahre betrieb Tranz Metro auch den Schienennahverkehr in Auckland, der größten Stadt Neuseelands. Mitte 2004 gewann Connex, später umbenannt in Veolia New Zealand und jetzt Transdev Auckland, den neu ausgeschriebenen Verkehrsvertrag, wobei Tranz Metro kein Gebot abgab. Es werden vier Linien befahren, die Southern Line, die Eastern Line, Western Line und seit Ende 2010 auch die Onehunga Line. Alle Linien verkehren mit Dieseltriebwagen oder mit diesellokgeführten Zügen. Es gibt Pläne, das Netz durch den Neubau von Strecken zu ergänzen und die bestehenden Strecken zu elektrifizieren, um die Qualität des Verkehrs zu verbessern. Erste Schritte dazu wurden bereits mit dem Neubau des Bahnhofes Britomart Transport Centre an der Queen Street, direkt in der Innenstadt von Auckland, eingeleitet.

### Traditions-/Museumsbetrieb und Sonderverkehr

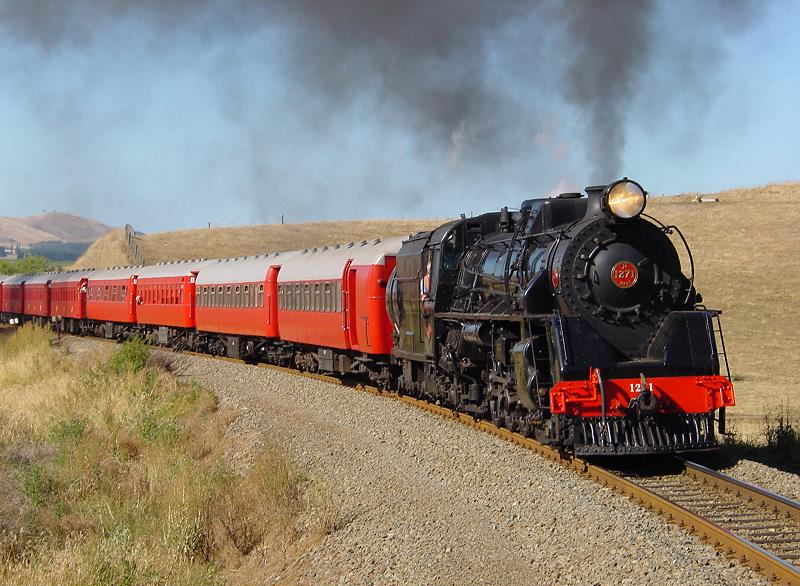
Eine Lokomotive der Baureihe J^{A} auf einer Ausfahrt.

Über 60 verschiedene Gruppen betreiben in Neuseeland Traditionsstrecken oder Eisenbahnmuseen. Beinahe alle sind Mitglieder des Verbandes der Eisenbahnorganisationen von Neuseeland. Einen großen Aufschwung bekam die Erhaltung der historischen Eisenbahnen in Neuseeland in den 1960er Jahren, als viele Dampflokomotiven aus dem Verkehr genommen und Strecken stillgelegt wurden.
Eisenbahnmuseen in Neuseeland konzentrieren sich gewöhnlich auf die Erhaltung und Präsentation des rollendem Materials auf einer kurzen Strecke mit durchschnittlich einem Kilometer Länge. Ein kleinerer Teil legt den Schwerpunkt auf den Betrieb historischer Züge, gewöhnlich auf stillgelegten Abschnitten des früheren nationalen Streckennetzes. Große Traditionszug- oder Museumszugbetreiber sind:

- der Bush Tramway Club,
- die Glenbrook Vintage Railway,
- die Goldfield Railway.
- der Mainline Steam Verein,
- der Otago Excursion Train Trust Verein, dessen Zug auf der Taieri Gorge Railway verkehrt und mit 60 Kilometern Streckenlänge heute das ambitionierteste Projekt dieser Art darstellt,
- die Railway Enthusiasts Society,
- die Steam Incorporated,
- die Waitara Railway Preservation Society und
- die Weka Pass Railway. Sie betreibt eine 13 km lange eigene Strecke.

Einige der Organisationen betreiben seit 1978 ein Ausflug- und Sonderfahrtenprogramm, seit 1983 auch auf dem nationalen Streckennetz, auf dem sie mit technisch geeigneten Lokomotiven ihre Züge befördern dürfen. Eine kleine Zahl weiterer Gruppen von Eisenbahnenthusiasten haben eigene historische Lokomotiven und setzen sie dort mit musealen Fahrzeugen anderer Vereine oder Wagen aus dem regulären Betriebspark ein.
Weiter gibt es die Driving Creek Railway, eine Park- und Bergbahn mit einer Spurweite von 381 mm und einer Streckenlänge von 2,7 km, die im touristischen Betrieb in Coromandel auf der Coromandel Peninsula der Nordinsel verkehrt.